# صماد (پهپاد)
صماد خانواده ای از پهپادهای دوربرد با منشأ ناشناس است که در خاورمیانه استفاده می‌شود. صماد در سه نوع موجود است: صماد-۱، صماد-۲ (همچنین به عنوان «پهپاد-ایکس» شناخته می‌شود) و صماد-۳. خانواده پهپادهای صماد عمدتاً توسط جنبش حوثی‌ها در جنگ داخلی یمن استفاده می‌شود، در صورتی که برد بلند این پهپاد برای حمله به اهدافی در عربستان سعودی، اسرائیل و امارات استفاده شده است.

## ریشه‌شناسی
نام این پهپاد به نام صالح الصماد، رهبر حوثی‌ها، که در سال ۲۰۱۸ توسط امارات به قتل رسید گرفته شد.

## طرح
صماد در سه مدل موجود است. همه مدل‌ها دارای باله‌های دُم وی‌شکل (به شکل V) متمایز و یک موتور ملخ‌وارو هستند. پهپادهای صماد دارای برجستگی شکمی و ضربه‌گیر بال هستند که برای برخاستن و فرود از آن استفاده می‌کنند.
حوثی‌ها می‌گویند که آنها پهپادهای خانواده صماد را طراحی و تولید کرده‌اند. می‌گویند صماد ۱ در سال ۲۰۱۸ و صماد-۱، صماد-۲ و صماد-۳ در سال ۲۰۱۹ طراحی شده است تحلیل‌گران مستقل می‌گویند صماد-۲ احتمالاً منشأ ایرانی دارد. به گفته جیمز راجرز، از مرکز مطالعات جنگ در دانشگاه جنوب دانمارک، تصور می‌شود که صماد-۳ توسط ایران عرضه می‌شود.
صماد-۱ نوع پایه است. طول بال آن تقریباً ۳٫۵ متر است. برد آن ۵۰۰ کیلومتر است و برای نظارت است.
صماد-۲، ۲٫۸ متر طول و ۴٫۵ متر طول بال دارد. این باله‌های دنباله‌ای V شکل متمایز دارد و از یک موتور ۳دبلیو۱۱۰آی بی۲ آلمانی ۳دبلیو نصب‌شده در پشت یا موتور ملخ‌وارو چینی دی‌ال‌ئی ۱۷۰ نیرو می‌گیرد. این پهپاد همچنین به عنوان "پهپاد-X" شناخته می‌شود، نامی که در گزارش سازمان ملل به آن داده شده است. صماد-۲ می‌تواند یک محموله شناسایی یا یک محموله انفجاری حمل کند. نسخه شناسایی یک دوربین، دوربین دیجیتال نیکون دی۸۱۰ در یک مدل را حمل می‌کند. نوع تهاجمی دارای کلاهک ۱۸کیلوگرمی از مواد منفجره مخلوط با بلبرینگ است.
صماد-۳ یک نسخه با بُردگسترده با مخزن سوخت هم‌شکل است که در بالای پهپاد نصب شده است. ابعاد آن مانند صماد-۲ برابر با ۴٫۵ متر طول بال و ۲٫۸۰ متر طول تخمین زده شده است. به گفته حوثی‌ها، برد آن ۱۵۰۰ کیلومتر است و حامل محموله انفجاری است. طبق گفته مارک وسکوییل و همه برد پروازی صماد-۳ حدود ۱۸۰۰ کیلومتر است. از نظر کیفی، صماد-۳ به‌عنوان «ارزان، کوچک، کند و بدترکیب» توصیف می‌شود و بعید است که اهداف را با دقت مناسب مورد اصابت قرار دهد.
حوثی‌ها حداقل از اوت ۲۰۱۸ پهپادهای صماد را به کار گرفته‌اند
حوثی‌ها می‌گویند که یک پهپاد صماد-۳ برای حمله به فرودگاه بین‌المللی ابوظبی در ۲۶ ژوئیه ۲۰۱۸ استفاده شد تحلیل جرمی بنی از فیلم جین از فیلم منتشر شده توسط حوثی‌ها از این حمله می‌گوید که این فیلم با یک صماد-۲ یا صماد-۳ یا یک پهپاد دیگر به نام هدهد ۱ مطابقت دارد. امارات هرگونه حمله پهپادی به فرودگاه را تکذیب کرد. دو ادعای ادعایی دیگر دربارهٔ حمله هواپیمای بدون سرنشین به فرودگاه توسط حوثی‌ها و همچنین دو حمله به فرودگاه بین‌المللی دبی گزارش شد که همگی تکذیب و تأیید نشدند. تحقیقات بلینگ‌کت که ماه‌ها قبل از انتشار ویدئوی این حمله منتشر شد، گفت: «به احتمال زیاد حمله پهپادی به رهبری حوثی‌ها در ابوظبی و دبی صورت نگرفته است».
در ۲۹ نوامبر ۲۰۲۳ یواس‌اس کارنی، ناوشکن نیروی دریایی آمریکا، یک فروند صماد-3 (KAS-04) را که از منطقه تحت کنترل حوثی‌ها در یمن پرتاب شده بود و به سمت کشتی جنگی در جنوب دریای سرخ در حرکت بود، سرنگون کرد. یواس‌اس کارنی در حال اسکورت فرماندهی نظامی دریابَری
 یواس‌ان‌اس و یک کشتی دیگر با پرچم ایالات متحده بود که تجهیزات نظامی را به منطقه حمل می‌کرد.
در ۱۹ جولای ۲۰۲۴، یک فروند صماد-۳ که توسط دولت حوثی پرتاب شد، در ساعت ۳:۱۲ بامداد به تل آویو اصابت کرد و یک مهاجر بلاروسی کشته و چهار نفر دیگر زخمی شدند. دولت حوثی مدعی شد یک پهپاد پرتاب کرده است که می‌تواند سامانه‌های تشخیص راداری را دور بزند، درحالی‌که ارتش اسرائیل ادعا کرد که این پهپاد شناسایی شده است، اما به دلیل خطای انسانی هیچ اقدامی صورت نگرفت.

## کاربرها
- حزب‌الله – صماد-۱ (با توجه به Oryxspioenkop)
- حوثی‌ها – صماد-۱, صماد-۲, و صماد-۳
- ایران – IRGC, صماد-۱ (با توجه به وبلاگ نویسان فوق)
- کتائب حزب‌الله (احتمالی)

## مشخصات (صماد-۲ / پهپاد-ایکس)
داده‌ها از هیئت کارشناسان سازمان ملل متحد در مورد یمن
ویژگی‌های عمومی
- خدمه: هیچ (بدون سرنشین)
- طول: ۲٫۸۰ متر (۹ فوت ۲ اینچ)
- پهنای بال: ۴٫۵۰ متر (۱۴ فوت ۹ اینچ)
- پیشرانه: ۱ عدد  موتور DLE 170 ساخت چین یا 3W110i B2 ساخت آلمان

عملکرد
- حداکثر سرعت: ۲۰۰–۲۵۰ کیلومتر بر ساعت (۱۲۰–۱۶۰ مایل بر ساعت، ۱۱۰–۱۳۰ گره)
- بُرد معبر: ۱٬۲۰۰–۱٬۵۰۰ کیلومتر (۷۵۰–۹۳۰ مایل، ۶۵۰–۸۱۰ مایل دریایی) (بررسی توسط سازنده موتور)

اویونیکس

ناشناس

## یادداشت
1. ↑  هُلنده، دارای ملخ در عقب موتور
2. ↑  استفاده از کشتی باری برای حمل تجهیزات نظامی